# Gravure sur carton
La gravure sur carton est une technique de gravure en relief qui consiste à encrer un bout de carton préalablement gravé et découpé.